# Civil parish
Civil parish (w dosłownym tłumaczeniu „parafia cywilna”) – jednostka samorządu terytorialnego najniższego szczebla, występująca na dużej części (lecz nie całości) obszaru Anglii, podobna charakterem do polskiej jednostki pomocniczej gminy.

## Charakter prawny i powstawanie
Podstawowymi jednostkami samorządu, obejmującymi całą Anglię (z wyjątkiem Londynu), są hrabstwa, dystrykty, a na niektórych obszarach unitary authorities. Istnienie parafii ma charakter fakultatywny i zależy od woli mieszkańców (choć od 1997 są oni bardzo zachęcani przez władze centralne, aby powoływać parafie). W miejscach, gdzie szczebel ten nie został powołany, kompetencje parafii wykonuje dystrykt lub unitary authority. Obecnie zasady powstawania parafii reguluje ustawa Local Government and Rating Act z 1997. Zgodnie z jej przepisami, projekt powołania nowej parafii musi uzyskać poparcie 250 jej przyszłych mieszkańców, lub, jeśli planowana liczba mieszkańców przekroczy 2500 osób, co najmniej 10% z nich (na co dowodem są zebrane podpisy). Wniosek jest następnie opiniowany przez samorząd wyższego szczebla, zaś ostateczną decyzję podejmuje członek Gabinetu odpowiedzialny za kwestie samorządów lokalnych (obecnie minister ds. społeczności i władz lokalnych). Granice ani wielkość parafii nie są odgórnie narzucone, kwestia jest rozstrzygana za każdym razem indywidualnie.

## Nazewnictwo
Najczęściej parafie obejmują jedną lub kilka wsi, niewielkie miasta, a także dzielnice lub osiedla większych miast. Jednostka taka może przyjąć jako swą oficjalną nazwę określenie „parafia obywatelska [nazwa]”, jednak dopuszczalne są również określenia sąsiedztwo (neighbourhood), wieś (village) lub społeczność (community). Decyzją swoich władz parafia może także przyjąć tytuł town, co na polski można tłumaczyć jako „miasto”, jednak nie jest to równoznaczne z uzyskaniem praw miejskich w rozumieniu prawa zwyczajowego. Te może przyznać parafii jedynie monarcha i wówczas jest ona określana jako city.

## Organy
Podstawowym organem parafii jest zgromadzenie wszystkich jej mieszkańców posiadających prawa wyborcze (tzw. elektorów). Jeśli liczba elektorów przekracza 200 osób, zgromadzenie może powołać, jako dodatkowy organ, wybieraną na 4 lata radę parafii, która na co dzień wykonuje większość uprawnień tego szczebla samorządu. Wybory do rady mają charakter powszechny i bezpośredni, z zastosowaniem ordynacji większościowej i najczęściej jednego okręgu wyborczego obejmującego całą parafię. W przypadku wygaśnięcia mandatu jednego z członków w trakcie kadencji, rada wyłania jego następcę drogą kooptacji, chyba że co najmniej 10 obywateli zażąda wyborów uzupełniających.

## Kompetencje i finansowanie
Kompetencje parafii obejmują administrację m.in. chodnikami i ścieżkami, terenami zielonymi, cmentarzami, toaletami publicznymi, latarniami, domami kultury, ośrodkami sportu i ratuszami poszczególnych miejscowości. Mogą one także utrzymywać systemy monitoringu mające poprawić bezpieczeństwo mieszkańców. Powinny również być konsultowane przed podjęciem przez samorządy wyższego szczebla decyzji dotyczących ich terenu. Mogą również wprowadzać własną komunikację publiczną oraz inne rozwiązania mają poprawić sytuację komunikacyjną. Działalność parafii finansowana jest z podatku od nieruchomości, którego odpowiednią część przekazują im samorządy wyższego szczebla. Nie otrzymują natomiast bezpośrednich subwencji z budżetu centralnego.